# Weihu Ling
Weihu Ling (kinesiska: 威虎岭) är en bergskedja i Kina. Den ligger i provinsen Jilin, i den nordöstra delen av landet, omkring 210 kilometer öster om provinshuvudstaden Changchun.
Genomsnittlig årsnederbörd är 1 115 millimeter. Den regnigaste månaden är juli, med i genomsnitt 261 mm nederbörd, och den torraste är januari, med 9 mm nederbörd.